# Den helige Hieronymus (Caravaggio)
Den helige Hieronymus (italienska: San Girolamo) eller Hieronymus i studerkammaren är en oljemålning av den italienske barockkonstnären Caravaggio som finns i tre bevarade versioner. De olika målningarna innehåller vissa variationer och utfördes i mitten av 1600-talets första decennium. De är utställda på Galleria Borghese i Rom, Museu de Montserrat i Katalonien respektive i Sankt Johannes konkatedral i Valetta. 
Den helige Hieronymus levde cirka 347–420 och var kyrkofader som sedermera helgonförklarades. Den uppslagna böckerna påminner om att kyrkofadern gjorde den första översättningen av Bibeln till latin. Dödskallen symboliserar livets förgänglighet och korset (i Maltaversionen) hans botgöringstid. 
Lombarden Caravaggio levde ett utsvävande liv som kantades av bråk, kriminalitet och skandaler. Efter att begått ett dråp 1606 i Rom levde han i landsflykt i Neapel, Sicilien och Malta. Borghese- och Montserratversionerna målades sannolikt i Rom, den förra förvärvades av kardinalen Scipione Borghese och tycks ha blivit kvar i släktens ägo. Montserratversionen benämns vanligen Den helige Hieronymus botgöring och beställdes möjligen av markis Vincenzo Giustiniani den yngre som var en viktig mecenat för Caravaggio. Den är sedan 1910-talet utställd på Museu de Montserrat som ligger bredvid benediktinklostret Santa Maria de Montserrat i Katalonien. 
Maltaversionen färdigställdes under landsflykten, det vill säga några år senare. I juli 1607 ankom Caravaggio Malta som vid tidpunkten styrdes av Johanniterorden. Tack vare kontakter och framför allt de båda målningarna Johannes Döparens halshuggning (som också hänger i Sankt Johannes konkatedral) och Den helige Hieronymus blev han upptagen som ordensriddare den 14 juli 1608. Det dröjde dock inte länge innan han återigen hamnade i bråk och tvingades fly. Maltaversionen förvärvades av ordensriddaren Ippolito Malaspina(it) vars vapensköld syns i det nedre vänstra hörnet. Hieronymus anletsdrag har dessutom stora likheter med stormästaren Alof de Wignacourt som också är känd från ett porträtt målat av Caravaggio. 

## Bilder

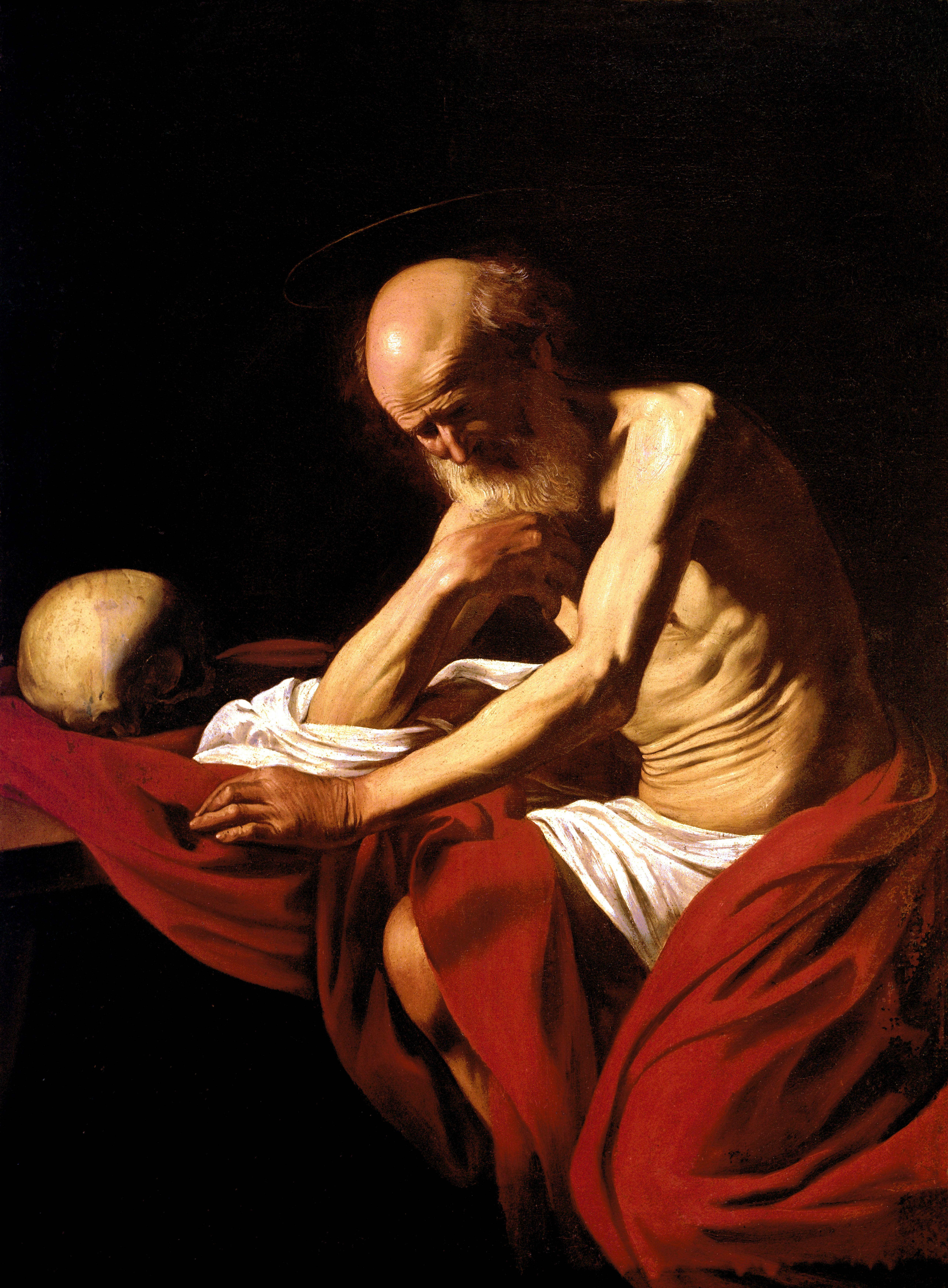
Den helige Hieronymus botgöring på Museu de Montserrat vid Santa Maria de Montserrat (1605–1606). Oljemålning på duk, 118 x 81 cm.
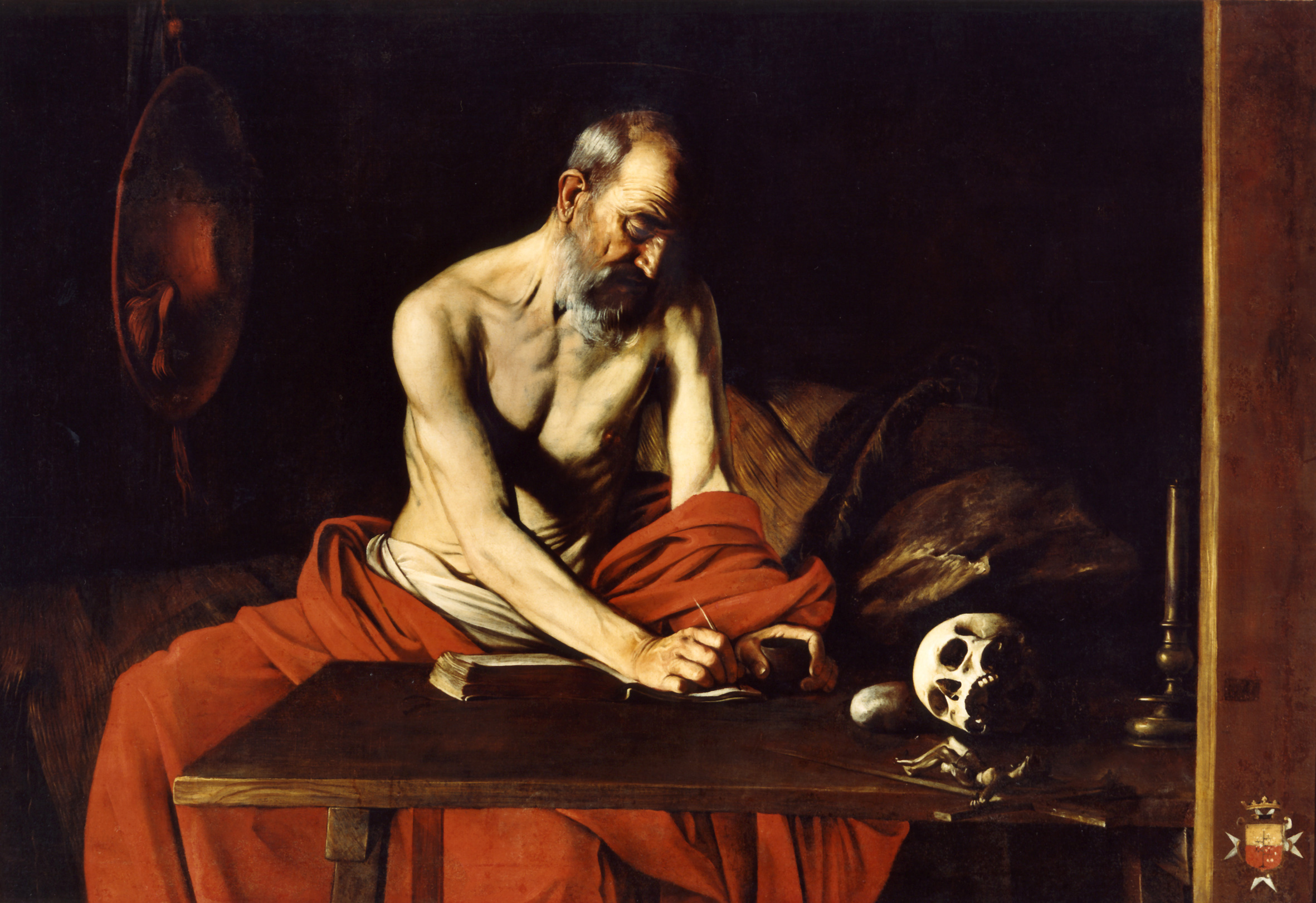
Den helige Hieronymus i studerkammaren i Sankt Johannes konkatedral i Valetta (1607), oljemålning på duk, 117 x 157 cm.
Caravaggios Porträtt av Alof de Wignacourt (cirka 1608), Louvren.